# 布朗峰 (斯特奇島)

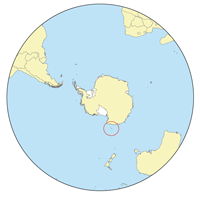
巴雷尼群島的位置

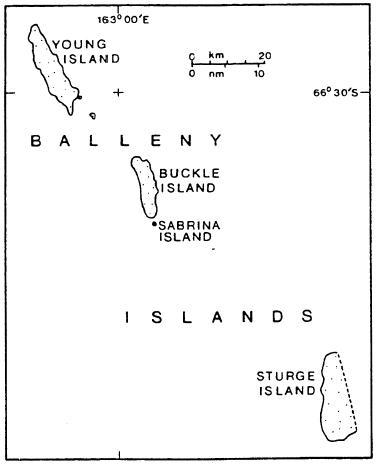
斯特奇島是巴雷尼群島的最南端

布朗峰(Brown Peak) 是巴雷尼群島的成層和最高點。它坐落於斯特奇島的北部。

## 發現和命名
約翰·貝蘭尼 1839年2月發現布朗峰，並把它命名為W.布朗。1841年，船長詹姆斯·克拉克·羅斯，在他自己遠征南極島嶼中發現了布朗峰，給它取名羅素峰。

## 另請參見
- 南極洲火山列表